# Selección de fútbol sub-23 del Perú
La selección de fútbol sub-23 del Perú es el equipo representativo del país en las competiciones oficiales de fútbol de su categoría. Su organización está a cargo de la Federación Peruana de Fútbol, la cual es miembro de la Confederación Sudamericana de Fútbol y de la FIFA.
La selección de fútbol sub-23 del Perú es la encargada de defender al país en los torneos de Fútbol en los Juegos Olímpicos en caso de obtener ésta la clasificación, derecho que se obtuvo en el Torneo Preolímpico Sudamericano Sub-23 disputado desde 1960 hasta 2004 y desde 2007 en el Campeonato Sudamericano de Fútbol Sub-20.
Su mejor participación en un Torneo Preolímpico Sub-23 fue en la edición de 1960 cuando obtuvo el subcampeonato del torneo.

## Uniforme
- Uniforme titular: Camiseta blanca con una banda diagonal roja, pantalón blanco, medias blancas con una franja roja.
- Uniforme alternativo: Camiseta roja, pantalón rojo, medias rojas con una franja roja.(falta actualizar el uniforme)

## Jugadores

### Plantilla
Datos actualizados el 11 de diciembre de 2023.
| N.º  | Nombre                   | Pos.           | Edad    | PJ | Goles | Club                           |
| ---- | ------------------------ | -------------- | ------- | -- | ----- | ------------------------------ |
| 1    | Jefferson Nolasco        | Guardameta     | 22 años | 1  | 0     | Cienciano                      |
| 21   | Jhefferson Rodríguez     | Guardameta     | 19 años | 1  | -3    | Universitario                  |
| 12   | Diego Alonso Romero      | Guardameta     | 23 años | 1  | 0     | Universitario                  |
| 5    | Erick Noriega            | Defensa        | 24 años | 0  | 0     | San Martín                     |
| 3    | Julinho Astudillo        | Defensa        | 20 años | 0  | 0     | Deportivo Municipal            |
| 6    | Alejandro Pósito         | Defensa        | 20 años | 0  | 0     | San Martín                     |
| 14   | Alessandro Burlamaqui    | Defensa        | 23 años | 0  | 0     | Club de Fútbol Intercity       |
| 7    | Emilio Saba              | Defensa        | 24 años | 0  | 0     | Alianza Lima                   |
| 13   | Matías Llontop           | Centrocampista | 23 años | 14 | 0     | FBC Melgar                     |
| 14   | Marco Huamán             | Centrocampista | 23 años | 8  | 1     | San Martín                     |
| 16   | Eslin Correa             | Centrocampista | 20 años | 12 | 0     | Cusco FC                       |
| 8    | Ian Wisdom               | Centrocampista | 20 años | 8  | 0     | Sporting Cristal               |
| 23   | Álvaro Rojas             | Delantero      | 20 años | 0  | 0     | Universitario                  |
| 11   | Diether Vásquez          | Delantero      | 22 años | 8  | 1     | Mineros de Zacatecas           |
| 10   | Francesco Flores         | Delantero      | 22 años | 8  | 1     | Club Universidad César Vallejo |
| 20   | Juan Goicochea           | Delantero      | 19 años | 6  | 1     | Bandera de Perú                |
| 9    | Guillermo Larios         | Delantero      | 23 años | 9  | 0     | Sporting Cristal               |
| 17   | Bassco Soyer             | Delantero      | 18 años | 1  | 1     | Alianza Lima                   |
| D.T. | José Guillermo del Solar |                |         |    |       |                                |

## Estadísticas

### Juegos Olímpicos
| Año   | Ronda                                                                                 | Posición                                                                              | PJ                                                                                    | PG                                                                                    | PE                                                                                    | PP                                                                                    | GF                                                                                    | GC                                                                                    | Dif.                                                                                  | Selección                                                                             |
| ----- | ------------------------------------------------------------------------------------- | ------------------------------------------------------------------------------------- | ------------------------------------------------------------------------------------- | ------------------------------------------------------------------------------------- | ------------------------------------------------------------------------------------- | ------------------------------------------------------------------------------------- | ------------------------------------------------------------------------------------- | ------------------------------------------------------------------------------------- | ------------------------------------------------------------------------------------- | ------------------------------------------------------------------------------------- |
| 1896  | No hubo competición de fútbol                                                         | No hubo competición de fútbol                                                         | No hubo competición de fútbol                                                         | No hubo competición de fútbol                                                         | No hubo competición de fútbol                                                         | No hubo competición de fútbol                                                         | No hubo competición de fútbol                                                         | No hubo competición de fútbol                                                         | No hubo competición de fútbol                                                         | No hubo competición de fútbol                                                         |
| 1900  | En 1900 y 1904 los Juegos Olímpicos los disputaron clubes                             | En 1900 y 1904 los Juegos Olímpicos los disputaron clubes                             | En 1900 y 1904 los Juegos Olímpicos los disputaron clubes                             | En 1900 y 1904 los Juegos Olímpicos los disputaron clubes                             | En 1900 y 1904 los Juegos Olímpicos los disputaron clubes                             | En 1900 y 1904 los Juegos Olímpicos los disputaron clubes                             | En 1900 y 1904 los Juegos Olímpicos los disputaron clubes                             | En 1900 y 1904 los Juegos Olímpicos los disputaron clubes                             | En 1900 y 1904 los Juegos Olímpicos los disputaron clubes                             | En 1900 y 1904 los Juegos Olímpicos los disputaron clubes                             |
| 1904  | En 1900 y 1904 los Juegos Olímpicos los disputaron clubes                             | En 1900 y 1904 los Juegos Olímpicos los disputaron clubes                             | En 1900 y 1904 los Juegos Olímpicos los disputaron clubes                             | En 1900 y 1904 los Juegos Olímpicos los disputaron clubes                             | En 1900 y 1904 los Juegos Olímpicos los disputaron clubes                             | En 1900 y 1904 los Juegos Olímpicos los disputaron clubes                             | En 1900 y 1904 los Juegos Olímpicos los disputaron clubes                             | En 1900 y 1904 los Juegos Olímpicos los disputaron clubes                             | En 1900 y 1904 los Juegos Olímpicos los disputaron clubes                             | En 1900 y 1904 los Juegos Olímpicos los disputaron clubes                             |
| 1908  | De 1908 a 1928 los Juegos Olímpicos los disputaron selecciones mayores                | De 1908 a 1928 los Juegos Olímpicos los disputaron selecciones mayores                | De 1908 a 1928 los Juegos Olímpicos los disputaron selecciones mayores                | De 1908 a 1928 los Juegos Olímpicos los disputaron selecciones mayores                | De 1908 a 1928 los Juegos Olímpicos los disputaron selecciones mayores                | De 1908 a 1928 los Juegos Olímpicos los disputaron selecciones mayores                | De 1908 a 1928 los Juegos Olímpicos los disputaron selecciones mayores                | De 1908 a 1928 los Juegos Olímpicos los disputaron selecciones mayores                | De 1908 a 1928 los Juegos Olímpicos los disputaron selecciones mayores                | De 1908 a 1928 los Juegos Olímpicos los disputaron selecciones mayores                |
| 1912  | De 1908 a 1928 los Juegos Olímpicos los disputaron selecciones mayores                | De 1908 a 1928 los Juegos Olímpicos los disputaron selecciones mayores                | De 1908 a 1928 los Juegos Olímpicos los disputaron selecciones mayores                | De 1908 a 1928 los Juegos Olímpicos los disputaron selecciones mayores                | De 1908 a 1928 los Juegos Olímpicos los disputaron selecciones mayores                | De 1908 a 1928 los Juegos Olímpicos los disputaron selecciones mayores                | De 1908 a 1928 los Juegos Olímpicos los disputaron selecciones mayores                | De 1908 a 1928 los Juegos Olímpicos los disputaron selecciones mayores                | De 1908 a 1928 los Juegos Olímpicos los disputaron selecciones mayores                | De 1908 a 1928 los Juegos Olímpicos los disputaron selecciones mayores                |
| 1920  | De 1908 a 1928 los Juegos Olímpicos los disputaron selecciones mayores                | De 1908 a 1928 los Juegos Olímpicos los disputaron selecciones mayores                | De 1908 a 1928 los Juegos Olímpicos los disputaron selecciones mayores                | De 1908 a 1928 los Juegos Olímpicos los disputaron selecciones mayores                | De 1908 a 1928 los Juegos Olímpicos los disputaron selecciones mayores                | De 1908 a 1928 los Juegos Olímpicos los disputaron selecciones mayores                | De 1908 a 1928 los Juegos Olímpicos los disputaron selecciones mayores                | De 1908 a 1928 los Juegos Olímpicos los disputaron selecciones mayores                | De 1908 a 1928 los Juegos Olímpicos los disputaron selecciones mayores                | De 1908 a 1928 los Juegos Olímpicos los disputaron selecciones mayores                |
| 1924  | De 1908 a 1928 los Juegos Olímpicos los disputaron selecciones mayores                | De 1908 a 1928 los Juegos Olímpicos los disputaron selecciones mayores                | De 1908 a 1928 los Juegos Olímpicos los disputaron selecciones mayores                | De 1908 a 1928 los Juegos Olímpicos los disputaron selecciones mayores                | De 1908 a 1928 los Juegos Olímpicos los disputaron selecciones mayores                | De 1908 a 1928 los Juegos Olímpicos los disputaron selecciones mayores                | De 1908 a 1928 los Juegos Olímpicos los disputaron selecciones mayores                | De 1908 a 1928 los Juegos Olímpicos los disputaron selecciones mayores                | De 1908 a 1928 los Juegos Olímpicos los disputaron selecciones mayores                | De 1908 a 1928 los Juegos Olímpicos los disputaron selecciones mayores                |
| 1928  | De 1908 a 1928 los Juegos Olímpicos los disputaron selecciones mayores                | De 1908 a 1928 los Juegos Olímpicos los disputaron selecciones mayores                | De 1908 a 1928 los Juegos Olímpicos los disputaron selecciones mayores                | De 1908 a 1928 los Juegos Olímpicos los disputaron selecciones mayores                | De 1908 a 1928 los Juegos Olímpicos los disputaron selecciones mayores                | De 1908 a 1928 los Juegos Olímpicos los disputaron selecciones mayores                | De 1908 a 1928 los Juegos Olímpicos los disputaron selecciones mayores                | De 1908 a 1928 los Juegos Olímpicos los disputaron selecciones mayores                | De 1908 a 1928 los Juegos Olímpicos los disputaron selecciones mayores                | De 1908 a 1928 los Juegos Olímpicos los disputaron selecciones mayores                |
| 1932  | No hubo competición de fútbol                                                         | No hubo competición de fútbol                                                         | No hubo competición de fútbol                                                         | No hubo competición de fútbol                                                         | No hubo competición de fútbol                                                         | No hubo competición de fútbol                                                         | No hubo competición de fútbol                                                         | No hubo competición de fútbol                                                         | No hubo competición de fútbol                                                         | No hubo competición de fútbol                                                         |
| 1936  | En 1936 y 1948 los Juegos Olímpicos los disputaron selecciones absolutas              | En 1936 y 1948 los Juegos Olímpicos los disputaron selecciones absolutas              | En 1936 y 1948 los Juegos Olímpicos los disputaron selecciones absolutas              | En 1936 y 1948 los Juegos Olímpicos los disputaron selecciones absolutas              | En 1936 y 1948 los Juegos Olímpicos los disputaron selecciones absolutas              | En 1936 y 1948 los Juegos Olímpicos los disputaron selecciones absolutas              | En 1936 y 1948 los Juegos Olímpicos los disputaron selecciones absolutas              | En 1936 y 1948 los Juegos Olímpicos los disputaron selecciones absolutas              | En 1936 y 1948 los Juegos Olímpicos los disputaron selecciones absolutas              | En 1936 y 1948 los Juegos Olímpicos los disputaron selecciones absolutas              |
| 1948  | En 1936 y 1948 los Juegos Olímpicos los disputaron selecciones absolutas              | En 1936 y 1948 los Juegos Olímpicos los disputaron selecciones absolutas              | En 1936 y 1948 los Juegos Olímpicos los disputaron selecciones absolutas              | En 1936 y 1948 los Juegos Olímpicos los disputaron selecciones absolutas              | En 1936 y 1948 los Juegos Olímpicos los disputaron selecciones absolutas              | En 1936 y 1948 los Juegos Olímpicos los disputaron selecciones absolutas              | En 1936 y 1948 los Juegos Olímpicos los disputaron selecciones absolutas              | En 1936 y 1948 los Juegos Olímpicos los disputaron selecciones absolutas              | En 1936 y 1948 los Juegos Olímpicos los disputaron selecciones absolutas              | En 1936 y 1948 los Juegos Olímpicos los disputaron selecciones absolutas              |
| 1952  | De 1952 a 1988 los Juegos Olímpicos los disputaron selecciones amateur / No clasificó | De 1952 a 1988 los Juegos Olímpicos los disputaron selecciones amateur / No clasificó | De 1952 a 1988 los Juegos Olímpicos los disputaron selecciones amateur / No clasificó | De 1952 a 1988 los Juegos Olímpicos los disputaron selecciones amateur / No clasificó | De 1952 a 1988 los Juegos Olímpicos los disputaron selecciones amateur / No clasificó | De 1952 a 1988 los Juegos Olímpicos los disputaron selecciones amateur / No clasificó | De 1952 a 1988 los Juegos Olímpicos los disputaron selecciones amateur / No clasificó | De 1952 a 1988 los Juegos Olímpicos los disputaron selecciones amateur / No clasificó | De 1952 a 1988 los Juegos Olímpicos los disputaron selecciones amateur / No clasificó | De 1952 a 1988 los Juegos Olímpicos los disputaron selecciones amateur / No clasificó |
| 1956  | De 1952 a 1988 los Juegos Olímpicos los disputaron selecciones amateur / No clasificó | De 1952 a 1988 los Juegos Olímpicos los disputaron selecciones amateur / No clasificó | De 1952 a 1988 los Juegos Olímpicos los disputaron selecciones amateur / No clasificó | De 1952 a 1988 los Juegos Olímpicos los disputaron selecciones amateur / No clasificó | De 1952 a 1988 los Juegos Olímpicos los disputaron selecciones amateur / No clasificó | De 1952 a 1988 los Juegos Olímpicos los disputaron selecciones amateur / No clasificó | De 1952 a 1988 los Juegos Olímpicos los disputaron selecciones amateur / No clasificó | De 1952 a 1988 los Juegos Olímpicos los disputaron selecciones amateur / No clasificó | De 1952 a 1988 los Juegos Olímpicos los disputaron selecciones amateur / No clasificó | De 1952 a 1988 los Juegos Olímpicos los disputaron selecciones amateur / No clasificó |
| 1960  | Primera fase                                                                          | 11º                                                                                   | 3                                                                                     | 1                                                                                     | 0                                                                                     | 2                                                                                     | 6                                                                                     | 9                                                                                     | -3                                                                                    | Amateur                                                                               |
| 1964  | No clasificó                                                                          | No clasificó                                                                          | No clasificó                                                                          | No clasificó                                                                          | No clasificó                                                                          | No clasificó                                                                          | No clasificó                                                                          | No clasificó                                                                          | No clasificó                                                                          | No clasificó                                                                          |
| 1968  | No clasificó                                                                          | No clasificó                                                                          | No clasificó                                                                          | No clasificó                                                                          | No clasificó                                                                          | No clasificó                                                                          | No clasificó                                                                          | No clasificó                                                                          | No clasificó                                                                          | No clasificó                                                                          |
| 1972  | No clasificó                                                                          | No clasificó                                                                          | No clasificó                                                                          | No clasificó                                                                          | No clasificó                                                                          | No clasificó                                                                          | No clasificó                                                                          | No clasificó                                                                          | No clasificó                                                                          | No clasificó                                                                          |
| 1976  | No clasificó                                                                          | No clasificó                                                                          | No clasificó                                                                          | No clasificó                                                                          | No clasificó                                                                          | No clasificó                                                                          | No clasificó                                                                          | No clasificó                                                                          | No clasificó                                                                          | No clasificó                                                                          |
| 1980  | No clasificó                                                                          | No clasificó                                                                          | No clasificó                                                                          | No clasificó                                                                          | No clasificó                                                                          | No clasificó                                                                          | No clasificó                                                                          | No clasificó                                                                          | No clasificó                                                                          | No clasificó                                                                          |
| 1984  | No clasificó                                                                          | No clasificó                                                                          | No clasificó                                                                          | No clasificó                                                                          | No clasificó                                                                          | No clasificó                                                                          | No clasificó                                                                          | No clasificó                                                                          | No clasificó                                                                          | No clasificó                                                                          |
| 1988  | No clasificó                                                                          | No clasificó                                                                          | No clasificó                                                                          | No clasificó                                                                          | No clasificó                                                                          | No clasificó                                                                          | No clasificó                                                                          | No clasificó                                                                          | No clasificó                                                                          | No clasificó                                                                          |
| 1992  | No clasificó                                                                          | No clasificó                                                                          | No clasificó                                                                          | No clasificó                                                                          | No clasificó                                                                          | No clasificó                                                                          | No clasificó                                                                          | No clasificó                                                                          | No clasificó                                                                          | No clasificó                                                                          |
| 1996  | No clasificó                                                                          | No clasificó                                                                          | No clasificó                                                                          | No clasificó                                                                          | No clasificó                                                                          | No clasificó                                                                          | No clasificó                                                                          | No clasificó                                                                          | No clasificó                                                                          | No clasificó                                                                          |
| 2000  | No clasificó                                                                          | No clasificó                                                                          | No clasificó                                                                          | No clasificó                                                                          | No clasificó                                                                          | No clasificó                                                                          | No clasificó                                                                          | No clasificó                                                                          | No clasificó                                                                          | No clasificó                                                                          |
| 2004  | No clasificó                                                                          | No clasificó                                                                          | No clasificó                                                                          | No clasificó                                                                          | No clasificó                                                                          | No clasificó                                                                          | No clasificó                                                                          | No clasificó                                                                          | No clasificó                                                                          | No clasificó                                                                          |
| 2008  | No clasificó                                                                          | No clasificó                                                                          | No clasificó                                                                          | No clasificó                                                                          | No clasificó                                                                          | No clasificó                                                                          | No clasificó                                                                          | No clasificó                                                                          | No clasificó                                                                          | No clasificó                                                                          |
| 2012  | No clasificó                                                                          | No clasificó                                                                          | No clasificó                                                                          | No clasificó                                                                          | No clasificó                                                                          | No clasificó                                                                          | No clasificó                                                                          | No clasificó                                                                          | No clasificó                                                                          | No clasificó                                                                          |
| 2016  | No clasificó                                                                          | No clasificó                                                                          | No clasificó                                                                          | No clasificó                                                                          | No clasificó                                                                          | No clasificó                                                                          | No clasificó                                                                          | No clasificó                                                                          | No clasificó                                                                          | No clasificó                                                                          |
| 2020  | No clasificó                                                                          | No clasificó                                                                          | No clasificó                                                                          | No clasificó                                                                          | No clasificó                                                                          | No clasificó                                                                          | No clasificó                                                                          | No clasificó                                                                          | No clasificó                                                                          | No clasificó                                                                          |
| 2024  | No clasificó                                                                          | No clasificó                                                                          | No clasificó                                                                          | No clasificó                                                                          | No clasificó                                                                          | No clasificó                                                                          | No clasificó                                                                          | No clasificó                                                                          | No clasificó                                                                          | No clasificó                                                                          |
| Total | -                                                                                     | -                                                                                     | 3                                                                                     | 1                                                                                     | 0                                                                                     | 2                                                                                     | 6                                                                                     | 9                                                                                     | -3                                                                                    | -                                                                                     |

### Torneo Preolímpico Sudamericano Sub-23
Actualizado al 2024
| Año   | Ronda        | Pos. | PJ | PG | PE | PP | GF | GC | Dif. | Goleador                                                       |
| ----- | ------------ | ---- | -- | -- | -- | -- | -- | -- | ---- | -------------------------------------------------------------- |
| 1960  | Fase final   | 2.º  | 6  | 5  | 0  | 1  | 16 | 5  | +11  | Alberto Gallardo: 3                                            |
| 1964  | Fase final   | 3.º  | 5  | 2  | 1  | 2  | 6  | 6  | 0    | Guillermo La Rosa: 3                                           |
| 1968  | Primera fase | 6.º  | 3  | 0  | 2  | 1  | 2  | 3  | -1   | Francisco Gonzales León: 2                                     |
| 1972  | Fase final   | 4.º  | 7  | 3  | 3  | 1  | 8  | 3  | +5   | César Peralta Aguilar y Gerónimo Barbadillo: 2                 |
| 1976  | Liguilla     | 6.º  | 5  | 1  | 0  | 4  | 3  | 11 | -8   | Francisco Montero Chunga: 1                                    |
| 1980  | Liguilla     | 3.º  | 6  | 3  | 1  | 2  | 9  | 7  | +2   | Rubén Medina: 3                                                |
| 1988  | Primera fase | 9.º  | 4  | 0  | 1  | 3  | 1  | 5  | -4   |                                                                |
| 1992  | Primera fase | 7.º  | 4  | 1  | 0  | 3  | 6  | 13 | -7   | Pablo Zegarra: 3                                               |
| 1996  | Primera fase | 8.º  | 4  | 1  | 0  | 3  | 7  | 13 | -6   | Ferrari, Guadalupe, Espinoza, Ramírez, Sáenz, Solano y Lazo: 1 |
| 2000  | Primera fase | 5.º  | 4  | 2  | 1  | 1  | 10 | 8  | +2   | Claudio Pizarro: 5                                             |
| 2004  | Primera fase | 7.º  | 4  | 1  | 1  | 2  | 6  | 9  | -3   | Paolo Guerrero: 3                                              |
| 2020  | Primera fase | 8.°  | 4  | 1  | 0  | 3  | 4  | 6  | -2   | José Luján, Luis Carranza y Sebastián Gonzales: 1              |
| 2024  | Primera fase | 9.°  | 4  | 1  | 0  | 3  | 1  | 6  | -5   | Franchesco Flores: 1                                           |
| Total | 13/13        |      | 60 | 21 | 10 | 29 | 79 | 95 | -16  | Claudio Pizarro: 5                                             |

#### Historial ante Selecciones
- Último partido considerado: Perú vs Uruguay (0-3) - 30 de enero de 2024.

| País      | PJ | PG | PE | PP | GF | GC | DG  |
| --------- | -- | -- | -- | -- | -- | -- | --- |
| Argentina | 8  | 0  | 3  | 5  | 5  | 13 | -8  |
| Bolivia   | 5  | 3  | 1  | 1  | 13 | 7  | 6   |
| Brasil    | 9  | 2  | 1  | 6  | 8  | 16 | -8  |
| Chile     | 3  | 2  | 0  | 1  | 3  | 2  | +1  |
| Colombia  | 9  | 2  | 2  | 5  | 9  | 13 | -4  |
| Ecuador   | 3  | 0  | 2  | 1  | 4  | 6  | -2  |
| México    | 1  | 1  | 0  | 0  | 1  | 0  | 1   |
| Paraguay  | 7  | 3  | 0  | 4  | 12 | 20 | -8  |
| Surinam   | 1  | 1  | 0  | 0  | 3  | 1  | 2   |
| Uruguay   | 11 | 4  | 1  | 6  | 14 | 16 | -2  |
| Venezuela | 3  | 3  | 0  | 0  | 8  | 0  | 8   |
| Totales   | 60 | 21 | 10 | 29 | 79 | 95 | -16 |

## Palmarés

### Torneos oficiales
| Competición                            | Campeón | Segundo lugar | Tercer lugar   | Cuarto lugar |
| -------------------------------------- | ------- | ------------- | -------------- | ------------ |
| Torneo Preolímpico Sudamericano Sub-23 | -       | 1 (1960)      | 2 (1964, 1980) | 1 (1972)     |